# Cheilio inermis
Cheilio inermis är en fiskart som först beskrevs av Forsskål, 1775.  Cheilio inermis ingår i släktet Cheilio och familjen läppfiskar. IUCN kategoriserar arten globalt som livskraftig. Inga underarter finns listade i Catalogue of Life.